# 广商中心
广商中心是位于中华人民共和国广东省广州市海珠区琶洲CBD的一座摩天大楼，是广州市天河区以外最高摩天楼，亦是亚洲最高纯钢结构摩天楼，建筑高度375.5（1,232英尺） 
，共60层。